# Lukáš Provod
Lukáš Provod (* 23. Oktober 1996 in Pilsen) ist ein tschechischer Fußballspieler.

## Karriere

### Verein
Nachdem er in der Jugend für den SK Smíchov Plzeň gespielt hatte, kam er 2009 zum FC Viktoria und durchlief hier die weiteren U-Mannschaften. Zur Spielzeit 2015/16 ging er in die B-Mannschaft über, wo er teilweise sogar die Kapitänsbinde trug. Nach einer Spielzeit ging es dann per Leihe zum FK Baník Sokolov, wo er nun erste Einsätze in der Zweiten Liga bekam. Er war hier für zwei Spielrunden, verpasste aufgrund einer Sprunggelenksverletzung jedoch die Rückrunde der zweiten Saison. Anschließend ging er ab Januar 2019 per erneuter Leihe zu Dynamo Budweis, wo er weiterhin konstant zum Einsatz kam und schließlich sogar dabei half, in die erste Liga aufzusteigen. Im September 2019 wurde die Leihe dann beendet und er wurde Teil der ersten Mannschaft von Slavia Prag. So hatte er dann am 14. September 2019 sein erstes Spiel mit der Mannschaft und erzielte beim 3:0-Sieg über den 1. FC Slovácko gleich auch ein Tor. Auch bekam er dann noch ein paar Partien in der Champions League 2019/20. In derselben Saison wurde er mit dem Team überdies Meister.

### Nationalmannschaft
Sein Debüt im Trikot der A-Nationalmannschaft hatte er am 4. September 2020 bei einem 3:1-Sieg über die Slowakei in der Nations League 2020/21, als er zur 68. Minute für Jakub Jankto eingewechselt wurde. Nach weiteren Freundschafts- und Qualifikationsspielen ging es für ihn dann weiter mit der Nations League 2022/23 und der Qualifikation für die Europameisterschaft 2024.